# Isaak Mautner
Isaak Mautner (auch: Isaac Mautner; tschechisch: Izák Mautner; * 28. März 1824 vermutlich in Horschitz; † 21. Juli 1901, ebenda) war ein böhmischer Textilindustrieller. Auch seine Nachkommen in der Familie spielten in der Textilindustrie Österreich-Ungarns eine bedeutende Rolle.

## Leben
Isaak Mautner war mit Julia (* 27. Dezember 1823 in Náchod; † 12. Januar 1907 in Wien), Tochter des Rabbiners Ascher Sulzbach-Rosenfeld, verheiratet. Der Ehe entstammten neun Kinder, von denen nur drei die Eltern überlebten. 1848 machte er sich in Náchod selbständig und belieferte zunächst zahlreiche Hausweber in den umliegenden Dörfern mit Leinengarn, ab etwa 1860 auch mit Baumwollgarn. Die Hausweber lieferten ihrerseits die Stoffe an Mautner, der hierfür 1857 in der Nachoder Strnadová ulice Nr. 48 eine Appretur und ein Warenlager einrichtete, das er 1863 um eine Färberei und eine Bleiche erweiterte. Seine so hergestellten Weiß- und Buntstoffe aus Baumwolle und Leinen verkaufte er zunächst an andere Unternehmer. 1867 eröffnete er mit Moriz Lury als Prokuristen in Wien einen Warenkommissionshandel, der zum 1. Januar 1872 als „Offene Gesellschaft Isaac Mautner & Co“ ins Wiener Handelsregister eingetragen wurde. Der Wiener Börsenkrach brachte das Geschäft 1873 an den Rande des Ruins, es gelang aber Isaaks Sohn Isidor, der Moriz Lury als Prokurist abgelöst hatte, das Unternehmen zu retten. Anfang 1874 nahm daher Isaak Mautner seinen Sohn als gleichberechtigten Teilhaber in die nunmehrigen Firma „Isaac Mautner & Sohn“ auf.
1876 arbeiteten in der Nachoder Manufaktur mehr als 40 Webstühle. Im selben Jahr erweiterte Mautner den Betrieb um eine Packanlage für den Versand der Stoffe sowie eine Indigofärberei, die mit Dampf angetrieben wurde. Zwei Jahre später errichtete er in seinem Wohnhaus in der Kamenice eine weitere Färberei für buntfarbige Stoffe sowie eine weitere Bleiche.
1876 übernahm Mautner zudem in Schumburg an der Desse eine mechanische Weberei, die bis 1891 auf 1100 Webstühle erweitert wurde. Mit Hilfe der Wiener Niederlassung gelang der Firma „Isaac Mautner & Sohn“ eine Erschließung der Märkte auf dem gesamten Gebiet Österreich-Ungarns und des Balkans. Über die von Isidor gegründete Wiener Konfektionsanstalt belieferte Mautner ab 1878 die österreichische Landwehr mit Baumwollartikeln.
1880 errichtete Isaak Mautner im Nachoder Stadtteil Pilhof (Na Plhově) eine mechanische Baumwollweberei. 1891 waren dort bereits 840 dampfbetriebene Webstühle in Betrieb. Die Zahl der Mitarbeiter stieg bis Ende 1892 auf 500 Personen. 1891 verlieh die Stadt Schumburg an der Desse Isaak Mautner für seine Verdienste die Ehrenbürgerwürde. 1893 wurde in Trattenbach im südlichen Niederösterreich eine Holzschleiferei erworben, die 1896 zur dritten mechanischen Weberei umgerüstet wurde.

1894, an Mautners 70. Geburtstag, verübte die geheime Organisation „Peklo“ einen Bombenanschlag auf sein Haus in der Kamenice. Isaak Mautner verlegte daraufhin vorübergehend seinen Wohnsitz nach Wien. Im Jahre 1895 erhielt Mautner den Titel eines Kommerzialrats. Zugleich wurde er Mitglied der Permanenzkommission. 1899 kam es in den Nachoder Textilfirmen Doctor, Hitschmann und Pick zu Streiks, dem sich auch Arbeiter der Firma Mautner anschlossen. Der Streik hatte neben Forderungen nach einer Lohnerhöhung vermutlich auch einen antisemitischen Hintergrund, da zugleich alle jüdischen Geschäfte in Náchod geplündert wurden. Nachdem Mautner die geforderte Lohnerhöhung gewährte, konnte der Streik in seiner Firma friedlich beendet werden.
Um die Wende vom 19. zum 20. Jahrhundert gehörte die Nachoder Firma „Isaac Mautner & Sohn“ mit zwei Wäschereien, drei mechanischen Webereien und den zugehörigen Betrieben zu den größten böhmischen Unternehmen von Baumwollgeweben. Sie beschäftigte rund 1800 Mitarbeiter. Für sie zeigte Isaak Mautner großes soziales Engagement. An allen Firmenstandorten errichtete er Arbeiterwohnungen und in Schumburg einen Betriebskindergarten. Die bereits bestehende Betriebskrankenkasse ergänzte er 1894 um eine Pensions-, Witwen- und Waisenkasse. Zudem war er langjähriger Vorsitzender der jüdischen Gemeinde Náchod. 1898 wurde er zum Ritter des Franz-Joseph-Ordens ernannt. Nach Isaak Mautners Tod 1901 wurde das Unternehmen von seinem Sohn Isidor Mautner weiter betrieben und 1905 in die „Österreichische Textil-Werke Aktiengesellschaft vormals Isaac Mautner & Sohn“ überführt.

Isaak Mautner war zeitweise Vorstand der Jüdischen Gemeinde Náchod.